# 圣十字架主教座堂 (宣化)
40°36′29.28″N 115°03′04.32″E / 40.6081333°N 115.0512000°E

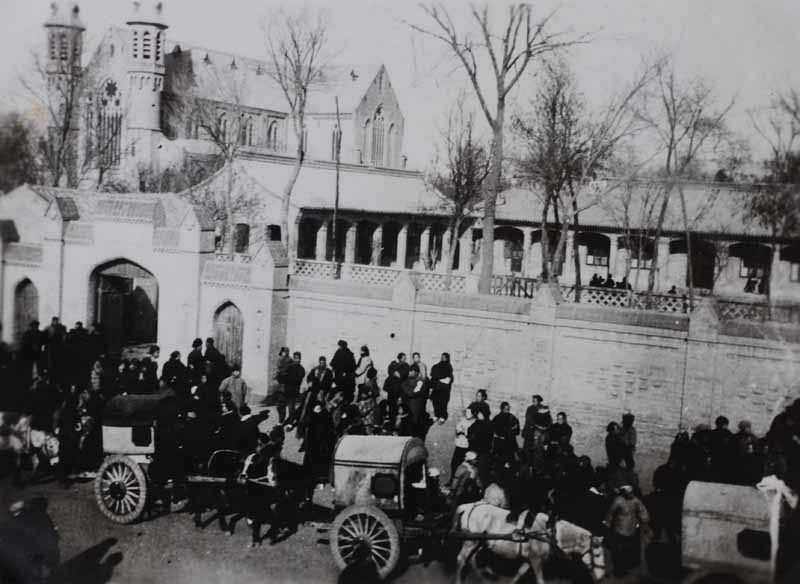
宣化主教座堂旧照

宣化主教座堂是天主教宣化教区的主教座堂，座落在中国河北省张家口市宣化区牌楼西街，已列为河北省文物保护单位。

## 历史
1862年，法国遣使会的儒梅和梁儒望两位神父，购得建堂基地。清同治八年（1869年）由樊国梁神父主持修建，直到1872年艾儒略接任宣化总堂神父后，完成教堂的工程。1879年，都士良神父又扩建了该堂的偏翼。1900年7月5日，教堂被义和团焚毁。1904年，用庚子赔款1万两白银重建宣化教堂。使用面积909平方米，可容纳2000多人礼拜。大堂面南朝北，哥特式风格，脊高21米，两座钟楼高26米。建筑工艺精细考究。全堂共有11座门同时可以进出。内部是石拱构成的高大的穹顶。从大门至祭台栏杆进深37米，供教友颂经祈祷；栏杆里面还有14米，供神父做弥撒行圣事。1980年教堂开放，1988年大修。
1927年，从北京教区分出宣化教区，辖口北十县及张家口市桥东区。于是该堂成为主教座堂。宣化教区是第一个由中国主教管理的教区。首任主教是赵怀义。
在主教座堂东侧，1930年，宣化、易县、汾阳、洪洞、临清五个教区联合修建了一处中西合璧的三进四合院，兴办若瑟总修院。建筑面积2881平方米。1943年1月，若瑟总修院被解散，院址改为蒙疆自治政府的宣化省公署。1945年9月2日，晋察冀八路军占领宣化，在此设立共产党的第一个省政府（察哈尔省），1年后撤出。1980年圣诞节宣化主教座堂恢复开放。

## 建筑
该堂为哥特式建筑风格，双塔钟楼。是张家口地区最大的天主教堂。

## 保护
1993年7月15日，察哈尔民主政府旧址（天主教堂）由河北省人民政府公布为河北省第三批文物保护单位，编号1-22。。